# Chirpy Chirpy Cheep Cheep
Chirpy Chirpy, Cheep Cheep est une chanson enregistrée en 1970 par son auteur, Lally Stott, et devenue populaire en 1971 grâce au groupe écossais Middle of the Road qui en a fait un numéro 1 des charts au Royaume-Uni. Cette version est un des rares singles à avoir été vendus à plus de dix millions d'exemplaires physiques à travers le monde.